# Ignisious Gaisah

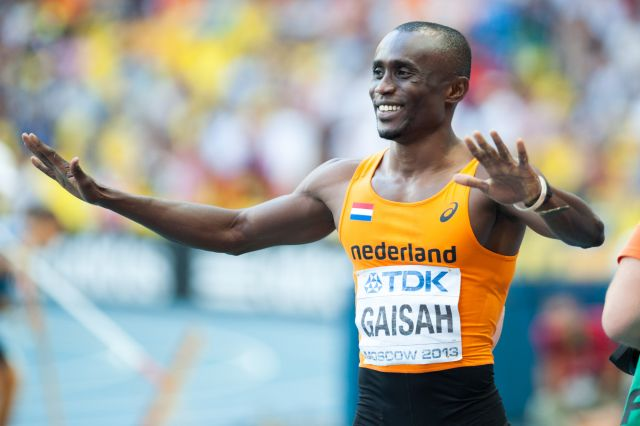
Voor het eerst in het Nederlandse tenue tijdens de WK 2013, Moskou.

Anthony Ignisious (Ignisious) Gaisah Essuman (Kumasi, 20 juli 1983) is een in Ghana geboren Nederlandse verspringer. Hij werd eenmaal wereldkampioen indoor en won tweemaal zilver op de WK outdoor. Hij nam tweemaal deel aan de Olympische Spelen, maar won hierbij geen medailles. Gaisah kwam tot 2013 uit voor zijn geboorteland, maar verwierf in dat jaar de Nederlandse nationaliteit. Kort daarna sprong hij in Moskou op de wereldkampioenschappen een Nederlands record van 8,29 m.

## Biografie

### Trainen in Nederland
Gaisah kwam in 2001 naar Nederland en verbaasde leden van zijn lokale atletiekvereniging door te zeggen dat zijn persoonlijk record 7,85 m was. Hij is aangesloten bij atletiekvereniging PAC Rotterdam. Gaisah won in Nederland elke wedstrijd waaraan hij deelnam. Ook begon hij zich te ontwikkelen tot internationaal topatleet.

### Wereldindoorkampioen
Vijf jaar later werd Gaisah beschouwd als een van de beste verspringers van de wereld. Hij sprong in 2005 met 8,34 een persoonlijk record en won daarmee het zilver op de wereldkampioenschappen in Helsinki, achter Dwight Phillips (goud). Op 2 februari 2006 sprong hij in Stockholm met 8,36 een Afrikaans indoorrecord en won daarmee een gouden medaille. In het volgende jaar behield hij zijn goede vorm en won het verspringen op de wereldindoorkampioenschappen van 2006 met 8,30, een maand later gevolgd door de Gemenebestspelen met 8,20.

### Afrikaans kampioen
Op de Afrikaanse kampioenschappen in 2006 won Gaisah het goud met een sprong van 8,51 en verbrak hiermee het Afrikaanse record van 8,46, dat sinds 1997 in handen was van Cheick Touré. Aangezien echter de rugwind te sterk was (+3,7 m/s), kon dit record niet officieel worden erkend. Wel sprong hij dat jaar het Ghanees record: 8,43 tijdens het Golden Gala in Rome.
Een forse tegenslag ondervond de Ghanese verspringer begin augustus 2007. Hij moest toen bekendmaken, dat hij niet kon deelnemen aan de WK in Osaka. Gaisah had al langer knieklachten en had in overleg met sportarts Peter Vergouwen moeten besluiten niet naar Osaka af te reizen. De atleet van PAC kreeg het advies om een paar maanden rust te nemen om vervolgens te bepalen, wat hij in aanloop naar de Olympische Spelen in Peking ging doen.

### Vervolg carrière vanaf 2010
Pas in 2010 nam Ignisious Gaisah vervolgens weer deel aan een grote internationale wedstrijd, maar zijn oude niveau behaalde hij niet meer. Bij de WK indoor in Doha werd hij zevende met 7,81. Het jaar erna nam hij deel aan de WK van Daegu, maar hij was hier niet succesvol. Hij bereikte de finale niet.
In 2012 won hij met 7,73 een bronzen medaille op de Afrikaanse kampioenschappen in Porto Novo. Op de Olympische Spelen in Londen kwam hij met 7,79 niet verder dan de kwalificatieronde. Op de WK van 2013, zijn eerste grote toernooi voor Nederland, won hij zilver met 8,29.

### Naturalisatie
In juli 2013 ontving Gaisah een Nederlands paspoort, waardoor hij in competitieverband voor Nederland uit kan komen. Gaisah maakte deze stap naar aanleiding van zijn in Nederland opgebouwde leven, vanuit financieel oogpunt en met het oog op de toekomst.

## Kampioenschappen

### Internationale kampioenschappen
| Onderdeel   | Titel                | Jaar |
| ----------- | -------------------- | ---- |
| verspringen | Wereldindoorkampioen | 2006 |
|             | Gemenebestkampioen   | 2006 |
|             | Afrikaans kampioen   | 2006 |

### Nederlandse kampioenschappen
Outdoor
| Onderdeel   | Jaar                   |
| ----------- | ---------------------- |
| verspringen | 2013, 2014, 2016, 2018 |

Indoor
| Onderdeel   | Jaar       |
| ----------- | ---------- |
| verspringen | 2014, 2016 |

## Persoonlijke records
| Onderdeel             | Prestatie         | Datum            | Plaats    |
| --------------------- | ----------------- | ---------------- | --------- |
| verspringen (outdoor) | 8,43 m (NR Ghana) | 14 juli 2006     | Rome      |
| verspringen (outdoor) | 8,29 m (NR Ned)   | 16 augustus 2013 | Moskou    |
| verspringen (indoor)  | 8,36 m (NR Ghana) | 2 februari 2006  | Stockholm |

## Palmares

### verspringen
Kampioenschappen + overig
- 2003: 4e WK - 8,13 m (0,0 m/s)
- 2003:  Wereldatletiekfinale - 8,26 m (+0,1 m/s)
- 2004: 6e OS - 8,24 m (+0,8 m/s)
- 2004:  Wereldatletiekfinale - 8,32 m (+0,4 m/s)
- 2005:  WK - 8,34 m (+0,2 m/s)
- 2005: 4e Wereldatletiekfinale - 8,23 m (+1,2 m/s)
- 2006:  WK indoor - 8,30 m
- 2006:  Gemenebestspelen - 8,20 m
- 2006:  Afrikaanse kamp. - 8,51 m
- 2006: 4e Wereldbeker - 8,09 m
- 2010: 7e WK indoor - 7,81 m
- 2012: 7e WK indoor - 7,86 m
- 2012:  Afrikaanse kamp. - 7,73 m
- 2013:  NK - 7,85 m (+0,9 m/s)
- 2013:  WK - 8,29 m (+0,4 m/s)
- 2014:  NK indoor - 7,93 m
- 2014:  FBK Games - 8,09 m
- 2014:  NK - 7,75 m (+0,4 m/s)
- 2015:  NK - 7,44 m (+0,4 m/s)
- 2016:  NK indoor - 7,76 m
- 2016:  Gouden Spike - 7,70 m (+0,7 m/s)
- 2016:  NK - 7,63 m (-1,2 m/s)
- 2016:  EK - 7,93 m (0,0 m/s) (in kwal. 7,97 m +3,2 m/s)
- 2017:  NK - 6,39 m (+3,1 m/s)
- 2018:  NK - 7,64 m (+1,6 m/s)

Golden League-podiumplekken
- 2006:  Meeting Gaz de France – 8,31 m
- 2006:  Golden Gala – 8,43 m

Diamond League-podiumplekken
- 2011:  Shanghai Golden Grand Prix – 8,12 m
- 2014:  Qatar Athletic Super Grand Prix – 8,01 m
- 2014:  Herculis – 8,01 m
- 2014:  DN Galan - 8,04 m

## Onderscheidingen
- AU-atleet van het jaar - 2013